# Friedrich Heß (Politiker)
Friedrich Heß (* 1940 in Hamburg) ist ein deutscher Politiker (SPD).
Heß arbeitete ab 1963 als Lehrer an der Döhrnstraße und seit 1975 dort als Schulleiter. Er ist verheiratet und hat zwei Kinder.
Heß war von 1975 bis 1991 kommunalpolitisch im Ortsausschuss Hamburg-Lokstedt und in der Bezirksversammlung in Hamburg-Eimsbüttel tätig.
In der 15. und 16. Wahlperiode von 1991 bis 1997 war er Mitglied der Hamburgischen Bürgerschaft. Er saß unter anderem im Eingabenausschuss, Stadtentwicklungsausschuss sowie im Bau- und Verkehrsausschuss. Seine weiteren Schwerpunkte sah er bei der Schul-, Jugend-, Kultur- und Verwaltungspolitik.